# Пуенте-дель-Конгосто
Пуенте-дель-Конгосто (ісп. Puente del Congosto) — муніципалітет в Іспанії, у складі автономної спільноти Кастилія-і-Леон, у провінції Саламанка. Населення — 265 осіб (2010).
Муніципалітет розташований на відстані близько 150 км на захід від Мадрида, 55 км на південь від Саламанки.
На території муніципалітету розташовані такі населені пункти: (дані про населення за 2010 рік)
- Берсімуельє: 84 особи
- Пуенте-дель-Конгосто: 181 особа

## Демографія
Динаміка населення (INE ):

## Галерея зображень

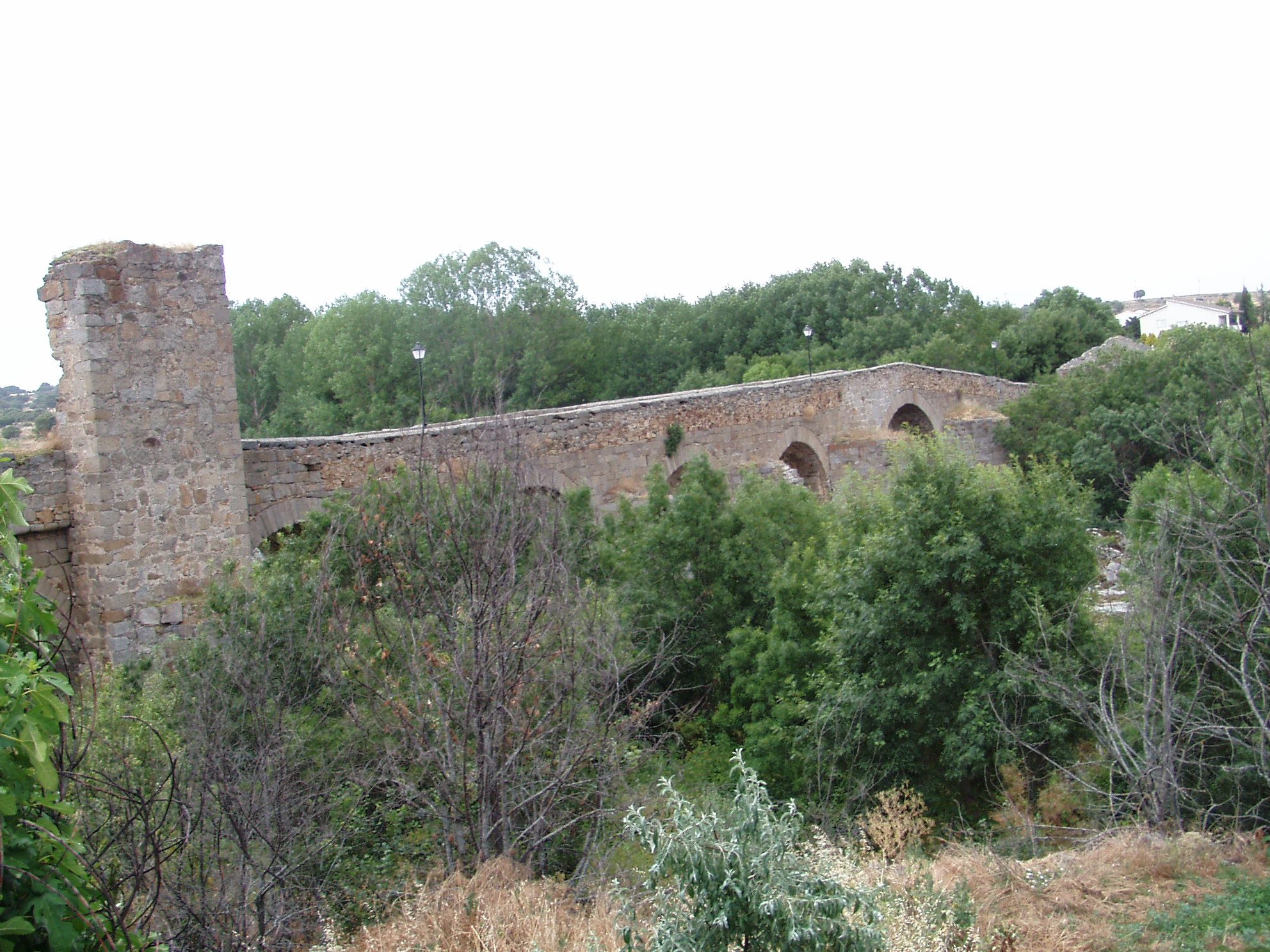
Середньовічний міст
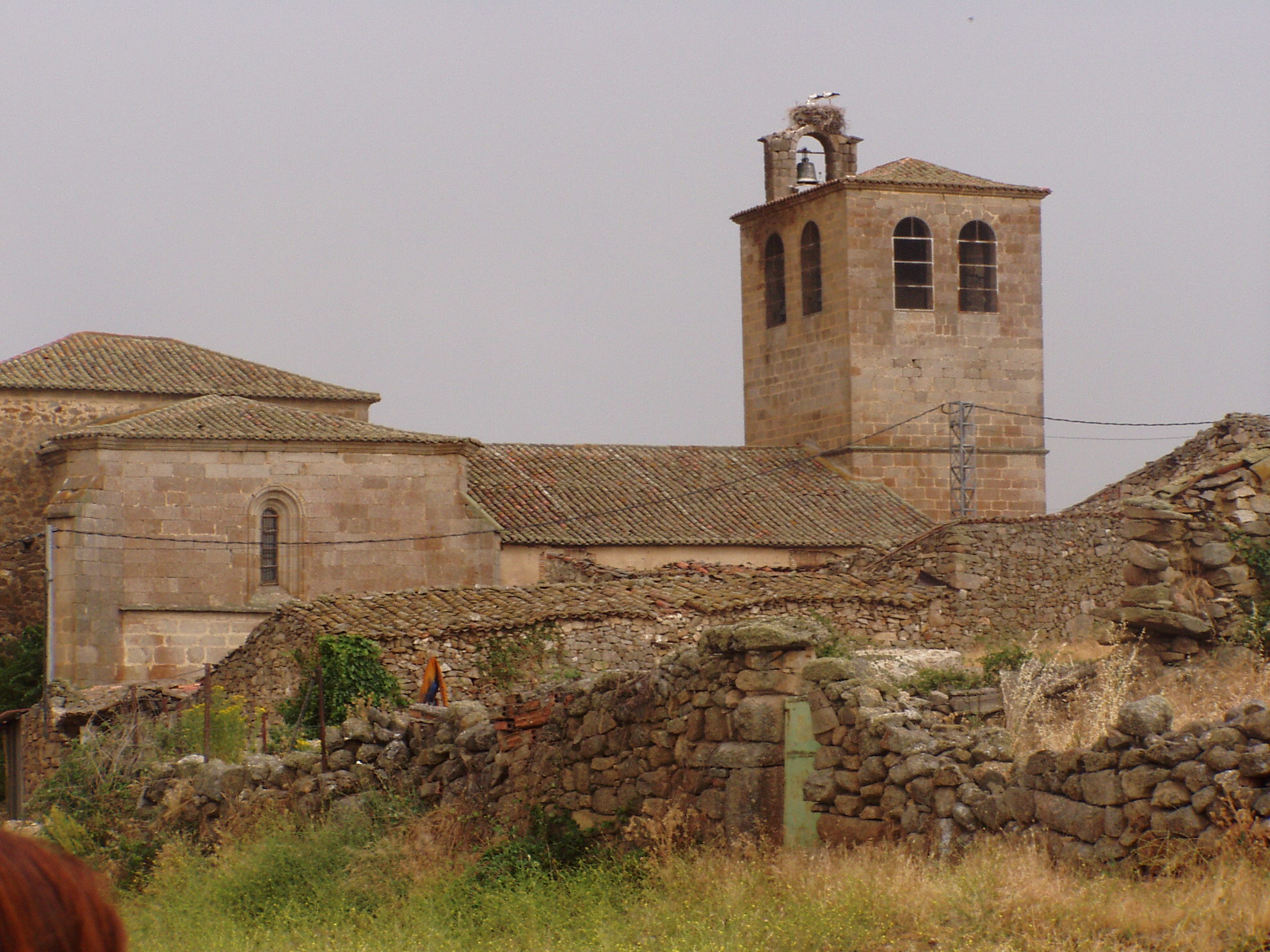
Церква Нуестра-Сеньйора-де-ла-Асунсьйон
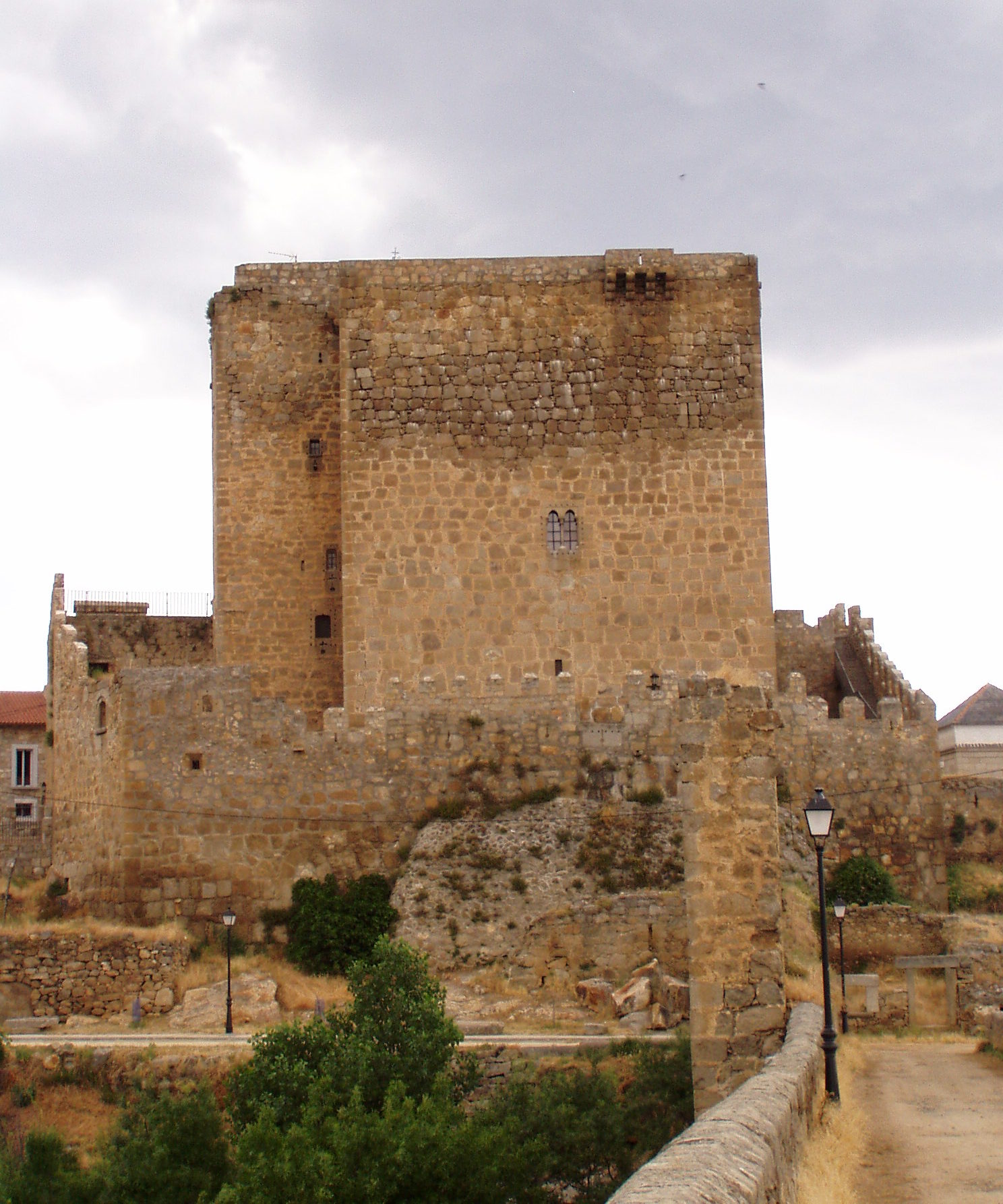
Середньовічний замок

## Зовнішні посилання
- Провінційна рада Саламанки: індекс муніципалітетів
- Вебсторінка муніципалітету Пуенте-дель-Конгосто
- Посилання на Google Maps